# سارقة الكتب
سارقة الكتب (بالإنجليزية: The Book Thief)‏ هي رواية للكاتب الأسترالي ماركوس زوساك. نشرت للمرة الأولى عام 2005. حصدت الرواية عددًا من الجوائز، وتُرجمت إلى 63 لغة، وبيعت منها حوالي 16 مليون نسخة ورقية. تحولت إلى فيلمٍ عام 2013.
نُشرت الطبعة الأولى للنسخة العربية من الكتاب تحت عنوان «سارقة الكتب» في عام 2018، وهي من ترجمة المُترجمة السورية دالية مصري، وصدرت عن دار ممدوح عدوان للنشر والتوزيع

## القصة
تتمحور رواية سارقة الكتب حول حياة ليزيل ميمينغر، وهي فتاة في التاسعة من العمر تعيش في ألمانيا خلال الحرب العالمية الثانية. تسرد الرواية تجارب ليزيل عبر الموت الذي يقدم تفاصيلاً عن الجمال والدمار في حياة الناس خلال فترة الحرب.بعد موت أخيها، تصاب ليزيل بحالة من الذهول في منزل أبويها بالتبني هانس وروزا هوبيرمان. وتحاول الراوية أن تصور حياة البطلة من خلال إقامتها مع والديها الجدد حيث تواجه الخوف من النظام النازي، وتقاوم للحفاظ على برائتها في محيط يملؤه الدمار. وفيما يتدهور الوضع السياسي في ألمانيا يخبئ أبواها بالتبني شاباً يهودياً يدعى ماكس مما يعرض العائلة للخطر. يقوم هانز الذي صارت له علاقة قوية مع ليزيل بتعليمها القراءة سرا. ولما أدركت ليزيل قوة الكتابة وتأثير الكلمات؛ لم تقتصر فقط على سرقة الكتب التي يتطلع الحزب النازي لإتلافها بل قامت أيضا بكتابة قصصها الخاصة وشاركت ماكس قوة لغتها. وبينما تتأقلم ليزيل مع فجيعة الماضي ومخاوفها من العالم المدمر بفعل الحرب تخوض رحلة اكتشافٍ للذات، ومحاولة تكوين أسرة جديدة، واكتشاف حياتها سارقةً للكتب.

## الشخصيات

### ليزيل ميمينغر
هي بطلة القصة. فتاة مُتبناة توشك على البلوغ، ذات شعر أشقر «والذي كان ذا سمة قريبة بما فيه الكفاية من شقراء ألمانية» و«ذات ابتسامة جائعة» نادراً ما تُظهرها. ترعاها عائلة هوبرمان حين يتخلى والدها عن عائلتها فتضطر أمها للتخلي عنها للتبني. ليزيل هي سارقة الكتاب المشار إليها في العنوان.

### هانز هوبيرمان (الأب)
هو والد ليزيل بالتبني وزوج روزا. كَانَ هانز محارباً في الحرب العالمية الأولى وعازف أوكورديون وهاو للكتب وعامل ماهر. يطور علاقة قوية مع ليزيل ويصبح مصدراً للقوة والدعم خلال الرواية. وعلى غرار ليزيل لا يتمتع هانز بالكثير من الخبرة في القراءة. يساعد كلا منهما الآخر في القراءة ويكتبان كل كلمة جديدة يتعلمانها على حائط في القبو.

### روزا هوبيرمان (الأم)
هي والدة ليزيل بالتبني. سَليطةُ اللِسانِ وأحياناً قاسية. في الحادية والخمسين من العمر. لديها قوام «كدولاب الثياب» ووجه مُتكدر. شعرها بني أشهب مشدود على شكل كعكة في الغالب، وعيونها «مكورة». ولأِهتمامها بتنمية دخل الأسرة تقوم بالغسيل والكي لأغنى خمس عائلات في مولتشنغ. سريعة الغضب ودائماً ما تُملي التعليمات على العائلة. يُعرف عَنها تربية أطفال متبنين. وبالرغم من أنها كَثيراً ما تشتم ليزيل إلا أنها تهتم لأمرها كثيراً. لديها طفلان هما ترودي وهانز الأبن.

### رودي شتاينر
هو جار ليزيل. ذو قدمين نحيلتين وأسنان صلبة وعينين زرقاوين وشعر بِصَفار الليمون. يُحِبُ التَدَخُلَ في كُلِ المواقف. وبالرغم من أنه يجُسد سمات الألماني المثالي بشعره الأشقر وعينيه الزرقاوين إلا أنه لا يؤيد النازيين. وبما أنه جزء من أسرة مؤلفة من ستة أفراد فعادةً ما يَكُونُ جَائِعاً. رودي معروف في أنحاء الحي بفضل حادثة جيس أوينز حَيثُ قَامَ بدهن نفسه باللون الأسود باستخدام الفحم، وركض لمائة متر في مضمار الرياضة المحلي. موهوب أكاديمياً ورياضياً الأمر الذي يُلفِت أنتباه مسؤولي الحزب النازي ويقود لمحاولة تَوظِيفِهِ. يتحول انعِدام دعمه للحزب النازي إلى مشكلة. وبينما تتطور القصة يصبح رودي صديق ليزيل المفضل ثم يقع في غَرَامِها في النهاية مُحاولاً دائماً وبِصورة بائسة الحصول على قُبلةً مِنها.

### ماكس فاندينبيرغ
مصارع بالأيدي. وهو يهودي يلتجأ إلى قبو عائلة هوبيرمان هرباً من النظام النازي. ابن لجندي ألماني قُتِلَ في الحرب العالمية الأولى مع هانز هوبيرمان وكانا قد بنيا صداقة مُقَربة خلال الحرب. لديه شعر بني كما الريش وعيونهِ بُنية بلون المُستنقع. يوافق هانز خلال سطوة النازيين المرعبة على إيواء ماكس وتوريته عن عيون الحزب النازي. وخلال إقامتهِ في منزل عائلة هوبيرمان يصبح ماكس صديقاً لليزيل بفضل انجذابهما المشترك للكتابة. يكتب لها كتابين ويهديها كراسة رسم تحتوي على قصة حياتهِ مما يطور ليزيل في الكتابة والقراءة.

### تومي مولر
يعيش تومي في شارع هيميل. صديق لرودي وليزيل. يعاني تومي من مشاكل سمعية شديدة بسبب فقدانهِ في الثلج لمدة طويلة عندما كان صغيراً. وهو جزء من هيئة شباب هتلر.

### ليسا هيرمان
زوجة عمدة مولتشينغ والتي تعمل لديها روزا هوبيرمان. مؤذية لذاتها بسسب الاكتئاب الذي أصابها بعد موت ابنها الوحيد في الحرب. تسمح ليزا لليزيل بزيارتها وقراءة الكتب في مكتبتها الخاصة. تعطي ليزيل أيضاً دفتر مذكرات مما يقود ليزيل لكتابة قصتها الخاصة «سارقة الكتاب».

### الموت
هو الراوي خلال القصة. سَئِمَ الموت من عَمَلِهِ ويريد إجازة لكنه لا يستطيع ذلك حَيثُ لا بديل عَنهُ. يتحدث الموت عن عمله بأخذ الأرواح وحملها بعيداً وكيف أنه «مُطارد من قِبل البشر».

## المواضيع

### الموت
يُقدم الكاتب الراوي -الموت- والذي يقدم بدوره الحقيقة القاطعة بوجود الفناء في حياة كل الشخصيات. هنالك عدة ميتات لشخصيات بارزة خلال الرواية مما يُأكد وجود الفناء. وإلى جانب اختبار الأفراد للموت على صعيد شخصي فإن الرواية تدور أحداثها خلال الحرب العالمية الثانية وبالأخص خلال سطوة الحزب النازي. ولهذا السبب فإن الموت والإبادة الجماعية منتشران كليًا في الرواية وهذا ما يشرحه الموت وهو راوٍ متواجد بشكل كُلي.
يطرح الموت في قالب من المفترض أن يجعله أقرب وأكثر تهديدًا. وبما أن كل وفاة وكل حدث آخر يُروى عن طريق تشخيص الموت فإن الموت يعرض بطريقة أقل فوضوية وانطلاقاً. وحيث أنه يروي ويشرح الأسباب وراء دمار كل شخصية وشعوره حيال أخذه حياتها فإن ذلك يمنحه حس الرعاية أكثر من الخوف. حتى أن الموت نفسه يقول في نُقطَةً ما: «حتى الموت لديه قلب» ما يؤكد وجود الرعاية في مفهوم الموت والحياة.

### اللغة والقراءة والكتابة
قدمت اللغة والقراءة والكتابة على أنها أدوات للتعبير والحرية خلال القصة. تعتبر عناصر إيحائية تمنح التحرر والهوية لتلك الشخصات القادرة على استخدام قوتها ببراعة. وبالإضافة لذلك فإنها تخصص الرواية بعموميتها حيث تقوم ليزيل بجمع الكتب وتكتب كتابها الخاص في نهاية الرواية. بالتوافق مع ذلك يمكن أن تزود هذه الأغراض الثلاثة إطاراً لتقدم ليزيل في العمر. ففي بداية الرواية تحصل ليزيل في جنازة أخوها على كتاب لم تستطع قراءته. وأثناء تطور القصة تتعلم الكتابة والقراءة ببطء بفضل رعاية هانز والدها بالتبني. وبحلول نهاية القصة يحدد تطور شخصية ليزيل بشكل جلي عن طريق تطور قُدرتها على القِراءة والكِتابة. ويعكس تطور قدرتها الثقافية ونموها الجسدي وتطور قوتها أثناء تقدم القصة.
تعرض اللغة والقرءة والكتابة على أنها معايير اجتماعية؛ فالأغنياء مثقفون ويمتلكون مكتابتهم الخاصة بينما الفُقِراء جاهلون ولا يمتلكون أية كُتب.
لاحقاً في التاريخ قام الحزب النازي بحرق الكتب الأمر الذي الذي تعيد طرحه الرواية. مجازيًا يعبر إنقاذ ليزيل المتكرر للكتب التي يحاول الألمانيون حرقها عن استخلاص ليزيل للحرية وكفاحها ضد تحكم النازيين.

### الحُب
في خضم الدمار الذي سببته الحرب والمُوت والخسارة لليزيل ولشخصيات أخرى في الكتاب نرى الحب كعامل للحرية والتغيير. تتخطى ليزيل فواجعها بتعلمها للحُب وحُب عائلتها وأصدقائها لها. في بداية الرواية لم تفجع ليزيل بموت أخيها فقط وانفصالها عن عائلها بل بأمور أعظم بما يخص ألمانيا التي دمرتها الحرب والحزب النازي. بينما يطور هانز والد ليزيل بالتبني علاقة معها نستطيع أن نرى الشفاء والنمو كنتيجة مباشرة. ينعكس هذا النمط عن طريق الديناميكية العلائقية بين عائلة هوبيرمان وماكس. وفي غمرة السياسات الحكومية والدمار الناتج والذي يفرض آراءاً صارمة حول من هم جديرون بالحُب والقُبول. تدوم علاقة ماكس مع هوبيرمان وبذلك تتحدى النظام النازي. بالإضافة إلى ذلك يخلق الحُب الذي يُطورهُ ماكس وليزيل من خلال صداقتهما تناقضاً مع الكره الذي يمثل خلفية للقصة بسبب الحرب وعقائد النازيين.
يتشابك موضوع الحُب أيضًا مع مواضيع الهوية واللغة والقراءة لأن كل هذه المواضيع تشترك بهدف منح الحرية والقوة في خضم الفوضى والتحكم.

## جوائز
- 2006: جائزة كومونولث للكتاب عن أفضل كتاب (جنوب شرق آسيا وجنوب المحيط الهادئ)
- 2006: من سكول لايبراري جورنال عن أفضل كتاب للعام
- 2006: جائزة دانييل إليوت للسلام
- 2006: من مجلة بابليشرز ويكلي عن أفضل كتاب أطفال للعام
- 2006: جائزة الكتاب اليهودية الوطنية عن أدب الأطفال واليافعين[6][7]
- 2006: بوليتين بلو ريبون بوك[8]
- 2007: جائزة برينتز.[9] وتمنح هذه الجائزة لأفضل كتاب مراهقين فقط بناءًا على جودة الكتابة.
- 2006: جائزة بوك سينس لكتاب العام عن أدب الأطفال

## الفيلم
صدر الفيلم في شهر تشرين الثاني من عام 2013. أخرجه برايان بيرسيفال، وقام مايكل بتروني بكتابة النص. قام كل من جيوفري راش وإميلي واتسون بأداء دور آل هوبيرمان، وكان بن شنتزر في دور ماكس فانديربيرغ ونيكو ليرش في دور رودي ستاينر، وقامت صوفي نيلسي بأداءِ دور ليزيل ممينغر. كتب جون ويليامز الموسيقى التصويرية للفيلم. وقد صورت مُعظم مشاهد الفيلم في مقاطعة غورليتس في ألمانيا.